# 星方天使エンジェルリンクス
『星方天使エンジェルリンクス』（せいほうてんしエンジェルリンクス）は、伊吹秀明の小説『星方遊撃隊エンジェルリンクス』を原案とするSFアニメ作品である。1999年4月から同年6月にかけて全13話がWOWOWノンスクランブル枠で放送された。

## 概要
先行して放送されたテレビアニメ『星方武侠アウトロースター』（以降「前作」）と同じ中国風文化が一般化した未来世界（Toward Star Worlds）を舞台としたSFアニメ。ただし、両者のストーリーにはほとんど関連性はなく、前作で本作のキャラクターであるヴァレリアとドゥーズがゲスト出演している程度である。
前作では作画監督の一人であった西田亜沙子が本作ではキャラクターデザインに昇格する。
当初は強大な組織を率いて海賊と戦うヒロインの活躍を前面に出していたが、ストーリーが進行するにつれて隠れていた陰謀や悲劇性が明らかになっていく。

## あらすじ
16歳の巨乳美少女、李美鳳（リ･メイフォン）は、財閥「天環（リンクス）グループ」の創始者だった祖父の遺言に基づきグループ総帥に就任、無償の宇宙綜合警備事業「エンジェルリンクス」を開始する。高武装な宇宙戦艦も新造し、選りすぐりの精鋭と輸送船の警備や海賊退治を行う。

## 登場人物
李 美鳳（リ・メイフォン）
声 - 柚木涼香
本作の主人公。怖いもの知らずの快活な巨乳美少女。大財閥「天環グループ」の総帥で、困っている人・窮地にある人を見ると助けずにはいられない性分。常人離れした運動神経の持ち主で、肉弾戦からドッグファイトまでこなす。特技は剣術。最初のうちは高圧的な態度で周囲を振り回していたが、自ら選りすぐったエンジェルリンクスのスタッフらと触れ合う中で、乙女らしい分別も持ち合わせるようになる。幼い頃に両親を海賊襲撃で失っているが、なぜか幼い頃の記憶は曖昧である。太飛（ターフェイ）という異星人テクノロジーから生まれた小動物をペットとしている。太飛には意思を持つ大剣に変身する能力があり、美鳳の呼びかけに応じて剣に変わる。
飛田 鴻星（ヒダ・コウセイ）
声 - 緑川光
先代天環グループ総帥の指名で、メイフォンの補佐役に就任した青年。無茶なメイフォンにいつも振り回されているが、状況分析力や優れた統括力を示し、組織と総帥のバッファー役をこなしている。元々はフリーエージェントであったために、相応の荒っぽい面も持ち、エンジェルリンクスのスタッフ選定で各々の候補に渡りをつけた。普段はお茶くみなどの雑事もこなしている。
ヴァレリア・ベルトーネ
声 - 田中敦子
美貌の宇宙艦指揮官で作戦参謀。指揮力に優れ部下の能力を最大限以上に発揮させることができる。姉御肌で面倒見がよく、ブリッジクルーにも平時から懐かれている。宇宙軍に所属していたときは真面目一徹だったが、エンジェルリンクスに所属するようになって、「自分らしさ」を追求する懐の深さをみにつけた。ドゥーズと共に『アウトロースター』にも登場している（第19話「法と無法」）。なお、作中の時系列的にも『アウトロースター』のほうが前の時代の話であるらしい。
ドゥーズ・デラクス・レクス
声 - 内海賢二
エンジェルリンクス戦術士官で白兵戦担当。恐竜人という遺伝子テクノロジーの産物ではあるが、自身の出生を誇りとする武人で、白兵戦能力に長ける。人類を脆弱な肉体しか持たない劣等種族だと見下している節もある（「サル」とすら呼ぶ）が、格闘戦で遜色の無い働きをするメイフォンを認めている。また、他のエンジェルリンクスのスタッフについても、各々をその道のエキスパートだとして認めている様子である。感情を表には出さないようにしているが、メイフォンによれば「ワクワクしていると尻尾でわかる」らしい。
作中ではことわざクロスワードパズルをやっている場面があるが、分からない答えをヴァレリアに聞いて書き込んでいた。
中華料理店での打ち上げに参加することがある。本人曰く甲殻類は食べないらしい。
エリザベス＝アイハラ＝チャン
声 - 大野まりな
通信担当オペレータ。可愛らしい容姿ながら食い気優先と、子供っぽさの残る性格でブリッジクルーのムードメーカー。
アンヌ・ラパン
声 - 伊藤美紀
レーダー担当。整った容姿に「オトナの魅力」と、エリザベスとは対照的なタイプ。実はバツイチらしい。
レオン・ラウ
声 - 林一夫
青年実業家で「旅客王」の名を持つ旅客業界の大手企業社長。物静かな性格ながら自らを曲げない強い意思を示し、誰にでも親切丁寧で優しい。孤児の保護事業もしており、その一端で弥生という孤児の少女を引き取って一緒に暮らしている。海賊に襲撃され助けられた縁でメイフォンは彼に惹かれ、彼もメイフォンに優しさを示すが、実は彼こそが先代総帥との因縁浅からぬ人物であったため、悲劇の呼び水となっていく。血塗られた過去を自らの記憶もろとも封印していた。
弥生
声 - 田村ゆかり
レオンの養子でメイフォンを「おねえちゃん」と慕う少女。幼いながらも海賊に両親を殺されたという悲壮な過去があるが、普段はそれを感じさせない明るい性格である。

## スタッフ
- 原作 - 矢立肇、伊東岳彦
- ストーリー原案 - 伊吹秀明
- 監督 - 山口祐司
- シリーズ構成 - あみやまさはる
- 空想科学設定 - 堺三保
- メインキャラクター原案 - 幡池裕行
- キャラクターデザイン - 西田亜沙子
- コンセプトメカデザイン - 宮武一貴
- メカニカルデザイン - 中原れい
- デザインワークス - 大輪充、秋山英一
- デザイン協力 - モーニングスター、箕輪豊
- キーアニメーター - 山口晋
- 美術監督 - 佐藤勝、加藤浩
- 色彩設定 - 小林美代子
- 撮影監督 - 伊藤修一、土岐浩司
- 音響監督 - 三間雅文
- 音楽 - 佐橋俊彦
- プロデューサー - 古里尚丈、杉田敦
- アニメーション制作 - サンライズ
- 製作 - サンライズ、バンダイビジュアル

## 主題歌
オープニングテーマ「All My Soul」
作詞 - 松本花奈 / 作曲・編曲 - TA,Cool / 歌 - NAWNAW
エンディングテーマ「True Moon」
作詞 - 青木久美子 / 作曲・編曲 - まきのさぶろう / 歌 - 宮原理和子
挿入歌「DA・LI・A」
作詞 - 浅田直 / 作曲・編曲 - 大門一也 / 歌 - 宮原理和子

## 各話リスト
| 話数     | サブタイトル                        | 脚本           | 絵コンテ               | 演出            | 作画監督                      | 放送日        |
| -------- | ----------------------------------- | -------------- | ---------------------- | --------------- | ----------------------------- | ------------- |
| 第一章   | 天駆ける天使                        | あみやまさはる | 香川豊                 | 山本恵          | 西田亜沙子                    | 1999年 4月7日 |
| 第二章   | 掃き溜めのメルヘン                  | あみやまさはる | 青木康直               | 渡邊哲哉        | 丸英男 鈴木勤(メカ)           | 4月14日       |
| 第三章   | 誇り高き龍（ドラゴン）              | 高山治郎       | 山本裕介               | 山本裕介        | しんぼたくろう 米山浩平(メカ) | 4月21日       |
| 第四章   | LIEF〜LIVING ETHER FLIER〜          | 高山治郎       | 小原正和               | 小原正和        | 山口晋                        | 4月28日       |
| 第五章   | 星に降る雨                          | 小林靖子       | 山本恵                 | 山本恵          | 杉光登                        | 5月5日        |
| 第六章   | クロスロード                        | あみやまさはる | 高本宣弘               | 吉村章          | 高橋晃                        | 5月12日       |
| 第七章   | 天使と堕天使                        | あみやまさはる | 山本裕介               | 山本裕介        | しんぼたくろう 米山浩平(メカ) | 5月19日       |
| 第八章   | ぼくの街（ふね）                    | 小林靖子       | 香川豊                 | 大野和寿        | 鈴木勤、小野学 大久保宏       | 5月26日       |
| 第九章   | 良禽択木 （りょうきんはきをえらぶ） | 高山治郎       | 坂本郷                 | 小原正和        | 高橋晃                        | 6月2日        |
| 第十章   | 遺されし者たち                      | 小林靖子       | 高本宣弘               | 鶴田寛 喜多幡徹 | 山口晋                        | 6月9日        |
| 第十一章 | 0と1の狭間で                        | あみやまさはる | 青木康直 小原正和      | 吉村章          | 杉光登                        | 6月16日       |
| 第十二章 | ALL MY SOUL                         | 高山治郎       | 高本宣弘 山口晋        | 山本裕介        | しんぼたくろう 米山浩平(メカ) | 6月23日       |
| 第十三章 | 天使のかけら…                       | あみやまさはる | 大宙征基 坂本郷 山口晋 | 虎田功          | 西田亜沙子 山口晋             | 6月30日       |

## オリジナルサウンドトラック
1. All My Soul （APCM-5131）
2. True Moon （APCM-5139）

## 原案
星方遊撃隊エンジェルリンクス
1998年 - 1999年、富士見ファンタジア文庫、著者：伊吹秀明
大艦巨砲主義ならぬ「大艦巨乳主義」にもとづく中華風スペースオペラ。激闘編をもって一旦は完結したが、好評につき続刊となる。アニメ版は誕生編・激闘編がベースになっている。
- 星方遊撃隊エンジェルリンクス 誕生編 ISBN 4-8291-2803-8
- 星方遊撃隊エンジェルリンクス 激闘編 ISBN 4-8291-2834-8
- 星方遊撃隊エンジェルリンクス 帰還編 ISBN 4-8291-2880-1
- 星方遊撃隊エンジェルリンクス 銀河爆闘編 ISBN 4-8291-2902-6

## コミカライズ
伊東岳彦・矢立肇原案・井ノ本リカ子作画の漫画版が月刊ドラゴンジュニアで連載された。アニメ版とが結末が異なっている。
- 星方天使エンジェルリンクス (角川コミックスドラゴンJr.) ISBN 4-0471-2212-2